# ناثايل جولان
ناثايل جولان (بالفرنسية: Nathaël Julan)‏ (1996 - 2020)، هو لاعب كرة قدم فرنسي كان يلعب مع نادي غانغون.
- توفي يوم 3 يناير 2020 في حادث سيارة.

## روابط خارجية
- ناثايل جولان على موقع رابطة كرة القدم الفرنسية للمحترفين (الإنجليزية)
- ناثايل جولان على موقع قاعدة بيانات كرة القدم.إي يو (الإنجليزية)
- ناثايل جولان على موقع ليكيب (الفرنسية)
- ناثايل جولان على موقع Soccerbase.com (لاعب) (الإنجليزية)
- ناثايل جولان على موقع Soccerway.com (الإنجليزية)
- ناثايل جولان على موقع عالم كرة القدم.نت (الإنجليزية)